# ۶ نوامبر
۶ نوامبر سیصد و دهمین (در سال‌های کبیسه سیصد و یازدهمین) روز سال در گاه‌شماری میلادی است. ۵۵ روز تا پایان سال باقی‌است.

## رویدادها
- ۴۴۷ - یک زلزله قدرتمند بخش های بزرگی از دیوار های قسطنطنیه را از جمله ۵۵۷ برج نابود می کند .
- ۹۶۳ - سینود روم : امپراطور اتوی یکم محفلی در کلیسای سن پترو در روم را فرا می خواند . پاپ ژان دوازدهم به جرم شورش علیه اتو خلع می شود .
- ۱۷۹۲ - آبراهام لینکلن با فقط چهل درصد آرا به عنوان شانزدهمین رییس جمهور آمریکا انتخاب می شود .
- ۱۸۴۴ - نخستین قانون اساسی جمهوری دومینیکن وضع شد.
- ۱۹۱۳ - ماهاتما گاندی در حالی که تظاهراتی را بین معدنچیان هندی در آفریقای جنوبی طرح‌ریزی می‌کرد بازداشت شد.
- ۱۹۳۵ - هواگرد هاوکر هاریکن نخستین پرواز خود را انجام داد.
- ۱۹۴۳ - جنگ دوم جهانی: ارتش سرخ شهر کی‌یف باز پس گرفت.
- ۱۹۴۴ - پلوتونیوم به کار رفته شده در بمب اتمی استفاده شده در ناکازاکی ژاپن برای اولین بار در سایت اتمی هنفورد تولید شد.
- ۱۹۶۲ - مجمع عمومی سازمان ملل متحد با صدور قطعنامه‌ای در محکومیت اعمال نژادپرستانه رژیم آپارتاید آفریقای جنوبی از همه کشورهای عضو خواست تمام روابط نظامی و تجاری خود با این رژیم را قطع کنند.
- ۱۹۶۳ - در پی کودتای اول نوامبر در ویتنام جنوبی و اعدام نگو دین دیم رئیس‌جمهور این کشور ژنرال دونگ وان مین رهبر کودتا کنترل امور را در دست گرفت.
- ۱۹۷۱ - کمیسیون انرژی اتمی ایالات متحده بزرگترین بمب هیدروژنی این کشور را در جزیره آرچیتکا به‌طور زیر زمینی آزمایش کرد.
- ۱۹۷۵ - سیصد هزار مراکشی در حرکتی به راهپیمایی سبز تجمعی در طرفانه برگزار کردند و منتظر فرمان حسن دوم، پادشاه این کشور برای ورود به صحرای غربی شدند.
- ۱۹۸۵ - با اشغال ساختمان قوه قضاییه کلمبیا در بوگوتا پایتخت با نام کاخ عدالت توسط چریک‌های چپی جنبش نوزده آوریل ۱۱۵ نفر از جمله ۱۱ قاضی بلندپایه کشته شدند.
- ۱۹۹۱ - پس حمله عراق به کویت و آتش‌سوزی چاه‌های نفتی این کشور حریق آخرین چاه نفت نیز توسط شرکت‌های آمریکایی مهار شد.
- ۱۹۹۹ - مردم استرالیا در یک رفراندوم رای به باقی ماندن ملکه بریتانیا به عنوان حاکم کشورهای مشترک المنافع در سمت ریاست حکومتشان شدند.
- ۲۰۱۲ - تیمی بالدوین به عنوان نخستین همجنس‌گرای علنی که به سناتوری می‌رسد وارد مجلس سنای ایالات متحده شد.

## زادروزها
- ۱۸۸۶ – ادی اوون، ورزشکار دو و میدانی اهل بریتانیا (د. ۱۹۴۹)
- ۱۹۲۱ – جیمز جونز'، نویسنده آمریکایی. (د. ۱۹۷۷)
- ۱۹۳۱ – پیتر کالینز، رانندهٔ مسابقات اتومبیل‌رانی اهل بریتانیا (د. ۱۹۵۸)
- ۱۹۵۵ – ماریا شرایور، روزنامه‌نگار و نویسندهٔ اهل ایالات متحده
- ۱۹۷۰ –
  - اتان هاوک، بازیگر و کارگردان آمریکایی.
  - مهیره عبدالعزیز، شخصیت رسانه‌ای، مجری و بازیگر اماراتی.[۱]
- ۱۹۸۵ – عبدالله جمعان، بازیکن فوتبال اهل عربستان سعودی
- ۱۹۸۸ – اما استون، هنرپیشه آمریکایی

## درگذشت‌ها
- ۹۵۵ – ابوبکر احمد رازی، تاریخ‌نگار اندلسی.
- ۱۱۹۹ – حاتم بن ابراهیم حامدی، داعی اسماعیلی و نویسندهٔ یمنی.[۲]
- ۱۴۰۶ – اینوسنت هفتم، پاپ کلیسای کاتولیک رم.

## مناسبت‌ها
- روز جهانی جلوگیری از تخریب محیط زیست در جنگ‌ها و درگیری‌های مسلحانه
- روز پرچم در کشورهای سوئد و فنلاند